# Šport u 1957.
◄◄ | ◄ | 1954. | 1955. | 1956. | 1957.  | 1958. | 1959. | 1960. | ► | ►►
Arhitektura • Astronautika • Astronomija • Biologija • Film • Fotografija • Glazba • Kazalište • Kemija • Kiparstvo • Knjige • Književnost • Kršćanstvo • Meteorologija • Medicina • Planinarstvo • Politika • Pravo • Promet • Slikarstvo • Strip • Šport • Televizija • Znanost • Zrakoplovstvo • Željeznički promet
Šport u 1957.

## Svijet

### Natjecanja

#### Svjetska natjecanja
- Od 13. do 20. srpnja – Svjetsko prvenstvo u rukometu za žene u Jugoslaviji: prvak Čehoslovačka

#### Kontinentska natjecanja

##### Europska natjecanja
- Od 20. do 30. lipnja – Europsko prvenstvo u košarci u Sofiji u Bugarskoj: prvak SSSR

### Rođenja
- 14. lipnja – Milan Janić, srpski kajakaš († 2003.)

## Hrvatska i u Hrvata

### Osnivanja
- NK Croatia Sesvete, hrvatski nogometni klub

## Vanjske poveznice
|  | Zajednički poslužitelj ima još gradiva o temi Šport u 1957. |